# Albert Arendrup
Albert Arendrup (født 18. december 1852 i Grenaa, død 25. februar 1931 i Menton) var en dansk officer, yngre bror til Adolph, Christian, Emil og Herluf Arendrup.

## Uddannelse og karriere
Arendrup var søn af garnisonskirurg, senere stiftsfysikus over Fyns Stift og justitsråd Christian Rasmus Arendrup (1803-1871) og Nanna Marie Henne (1811-1899).
Han gik på Sorø Akademi 1863–69, blev sekondløjtnant 1873, premierløjtnant allerede samme år og ansat ved Den Kongelige Livgarde, hvor hovedparten af hans tjenestetid faldt. Arendrup blev dernæst kaptajn 1887, oberstløjtnant 1901, oberst 1906, fungerede som kommandør for 1. Jydske Brigade under de store øvelser 1908, blev chef for Livgarden samme år, blev generalmajor og chef for Fynske Brigade 1908 og for Jydske Brigade 1910.

## Fyring
Den militære ekspertise havde anbefalet, at Fredericia blev nedlagt som garnisonsby, fordi der ingen militære grunde var til at opretholde en garnison i byen. Regeringen havde først besluttet af følge Hærens indstilling, men forsvarsminister Klaus Berntsen besluttede i sidste øjeblik alligevel at bevare Fredericias garnison. Arendrup kritiserede beslutningen offentligt, og Berntsen reagerede ved at afskedige Arendrup den 8. oktober 1911 med virkning fra 1. april 1912, fordi Arendrup nægtede at trække sin udtalelse tilbage. Fyringen vakte stor offentlig opsigt; især fordi Arendrup var en meget lovende officer, som af samme grund havde haft et meget hurtigt avancement i Hæren.
Arendrup var blevet kammerjunker 1877, kammerherre 1906, Ridder af Dannebrog 1892, Dannebrogsmand 1906 og Kommandør af 2. grad 1908. Han bar en mængde udenlandske ordener.
Han blev gift 31. maj 1884 i Haslev med sin niece Ebba Margrethe Arendrup (1. juli 1864 på Finspång, Östergötland i Sverige – 11. januar 1949 i København), datter af oberstløjtnant Adolph Arendrup og Louise C. Mourier.
Han er begravet i Odense.